# Wurmtal nördlich Herzogenrath
Wurmtal nördlich Herzogenrath este o arie protejată (arie specială de conservare — SAC, sit de importanță comunitară — SCI) din Germania întinsă pe o suprafață de 18,84 ha, integral pe uscat.

## Localizare
Centrul sitului Wurmtal nördlich Herzogenrath este situat la coordonatele 50°53′24″N 6°04′40″E / 50.89°N 6.0778°E.

## Înființare
Situl Wurmtal nördlich Herzogenrath a fost declarat sit de importanță comunitară în martie 2001 pentru a proteja 1 specie de animale. Situl a fost protejat și ca arie specială de conservare în februarie 2005.

## Biodiversitate
Situată în ecoregiunea atlantică, aria protejată conține 3 habitate naturale: Cursuri de apă de la nivel de câmpie la nivel montan, cu vegetație Ranunculion fluitantis și Callitricho-Batrachion, Fânețe de joasă altitudine (Alopecurus pratensis, Sanguisorba officinalis), Păduri aluvionare cu Alnus glutinosa și Fraxinus excelsior (Alno-Padion, Alnion incanae, Salicion albae).
La baza desemnării sitului se află o specie protejată de  mamifere: castor (Castor fiber)
Pe lângă speciile protejate, pe teritoriul sitului au mai fost identificate 4 specii de plante, 2 specii de amfibieni, 7 specii de nevertebrate.